# Piélagos
Piélagos és un municipi de la Comunitat Autònoma de Cantàbria. Limita al nord amb el Mar Cantàbric, a l'oest amb Miengo, Polanco i Torrelavega, al sud amb Puente Viesgo i Castañeda i a l'est amb Villaescusa, El Astillero, Camargo i Santa Cruz de Bezana. Està situat en l'eix Santander - Torrelavega, focus industrial i residencial de la regió, participant el municipi d'aquestes dues qualitats de la zona.

## Localitats
- Arce.
- Barcenilla.
- Boo.
- Carandía.
- Liencres.
- Mortera.
- Oruña.
- Parbayón.
- Quijano.
- Renedo de Piélagos (Capital).
- Vioño de Piélagos.
- Zurita.

## Demografia
| 1900  | 1910  | 1920  | 1930  | 1940  | 1950  | 1960  | 1970  | 1980  | 1990  | 2000   | 2005   |
| ----- | ----- | ----- | ----- | ----- | ----- | ----- | ----- | ----- | ----- | ------ | ------ |
| 5.698 | 6.208 | 6.418 | 7.282 | 8.040 | 8.487 | 9.710 | 9.365 | 9.282 | 9.219 | 11.862 | 15.748 |

Font: INE

## Administració
| Eleccions municipals, 25 de maig de 2003 |       |        |          |
| Partit                                   | Vots  | %      | Regidors |
| PP                                       | 3.921 | 44,02% | 9        |
| PSOE                                     | 2.162 | 24,27% | 4        |
| PRC                                      | 1.425 | 16%    | 3        |
| AIPP                                     | 627   | 7,04%  | 1        |

| Eleccions municipals, 27 de maig de 2007 |       |        |          |
| Partit                                   | Vots  | %      | Regidors |
| PP                                       | 5.011 | 48,32% | 9        |
| PSOE                                     | 2.360 | 22,76% | 4        |
| PRC                                      | 1.689 | 16,29% | 3        |
| AVIDP                                    | 749   | 7,22%  | 1        |